# Zouhair Seghaier
Zouhair Seghaier – tunezyjski zapaśnik walczący w obu stylach. Srebrny medalista igrzysk śródziemnomorskich w 1987. Triumfator igrzysk afrykańskich w 1987. Zdobył siedem medali na mistrzostwach Afryki w latach 1981 - 1989. Wicemistrz igrzysk panarabskich w 1985, a także mistrzostw arabskich w 1983 roku.